# Соколова, Наталия Леонидовна
Соколова Наталия Леонидовна — российский лингвист и специалист в области образования. Кандидат филологических наук, доцент. Академик (действительный член) Международной академии наук педагогического образования (МАНПО). Почётный работник высшего профессионального образования Российской Федерации. Награждена медалью Петра I за заслуги в области образования и просвещения, золотой медалью «Лауреат ВВЦ», знаком особого отличия «За развитие образования» Академии образования Великобритании. Создатель и бессменный руководитель (директор) института иностранных языков Российского университета дружбы народов имени Патриса Лумумбы. За вклад в отечественную многонациональную культуру и укрепление российской государственности институт, возглавляемый Наталией Леонидовной, был награждён медалью М. Ю. Лермонтова.

## Биография
В 1973 году Наталия Леонидовна Соколова окончила с отличием Московский государственный институт иностранных языков имени Мориса Тореза.
В 1977 году защитила кандидатскую диссертацию на тему «Стилистическое использование антонимов в английском языке».
В 1978—1997 годах — преподаватель, затем доцент кафедры иностранных языков подготовительного факультета Университета дружбы народов имени Патриса Лумумбы (с 1992 года — Российский университет дружбы народов, с 2023 года — Российский университет дружбы народов имени Патриса Лумумбы).
С 1997 года — директор института иностранных языков Российского университета дружбы народов имени Патриса Лумумбы. Профессор, затем — заведующая кафедрой теории и практики иностранных языков. Автор более 70 статей в журналах, включённых в Перечень ВАК («Alma Mater», «Научный диалог», «Казанский педагогический журнал» и др.), более 50 публикаций, входящих в ядро РИНЦ, более 40 публикаций, проиндексированных в Scopus и/или Web of Science.

## Организационная и редакционная деятельность
Соколова Н. Л. является председателем и сопредседателем комитетов нескольких научных конференций.
Международная научная междисциплинарная конференция «Функциональные аспекты межкультурной коммуникации и проблемы перевода» (институт иностранных языков РУДН, филологический факультет МГУ им. М. В. Ломоносова, Высший институт языков Туниса Университета Карфагена и др.) (председатель организационного и сопредседатель редакционного (программного) комитетов — Соколова Наталия Леонидовна; члены комитетов — Александрова, Ольга Викторовна, Михеева, Наталья Фёдоровна; более 100 участников).
Всероссийская научно-методическая конференция с международным участием «Актуальные проблемы современной лингвистики и гуманитарных наук» (институт иностранных языков РУДН, филологический факультет МГУ им. М. В. Ломоносова, Высший институт языков Туниса Университета Карфагена и др.) (председатель организационного и редакционного (программного) комитетов — Соколова Наталия Леонидовна; члены комитетов — Александрова, Ольга Викторовна, Кирилина, Алла Викторовна, Михеева, Наталья Фёдоровна; более 100 участников).
Международная научно-методическая конференция «Ахановские чтения» (Казахский национальный университет им. аль-Фараби, Российский университет дружбы народов им. Патриса Лумумбы, Стамбульский университет и др.) (сопредседатель организационного и член научного (программного) комитета — Соколова Наталия Леонидовна; более 100 участников).
Всероссийская научно-практическая конференция с международным участием «Педагогическое образование: оптимизация, модернизация и прогноз развития» (институт иностранных языков РУДН) (председатель редакционного (программного) комитета — Соколова Наталия Леонидовна).

## Публикации
Статьи в зарубежных журналах (Scopus, Q1 / Q2)
- Lebedeva O., Bykova S., Masalimova A.R., Sokolova N.L., Kryukova N.I. PECULIARITIES OF DEVELOPING HIGH SCHOOL STUDENTS' LEXICAL SKILLS BY MEANS OF THE PROGRAMMED LEARNING TECHNOLOGY // XLinguae. 2018. Т. 11. № 1. С. 186—202. URL: http://xlinguae.eu/files/XLinguae1_2018_16.pdf
- Vasbieva D.G., Sokolova N.L., Masalimova A.R., Shinkaruk V.M., Kiva-Khamzina Y.L. EXPLORING THE EFL TEACHER’S ROLE IN A SMART LEARNING ENVIRONMENT — A REVIEW STUDY // XLinguae. 2018. Т. 11. № 2. С. 265—274. URL: http://www.xlinguae.eu/files/XLinguae2_2018_21.pdf
- Kalugina O.A., Vasbieva D.G., Shaidullina A.R., Sokolova N.L., Grudtsina L.Yu. ESP BLENDED LEARNING BASED ON THE USE OF SMART COURSEBOOK // XLinguae. 2018. Т. 11. № 2. С. 445—454. URL: http://xlinguae.eu/files/XLinguae2_2018_36.pdf
- Sharonova S.A., Trubnikova N.V., Sokolova N.L. INTERPRETING RELIGIOUS SYMBOLS AS BASIC COMPONENT OF SOCIAL VALUE FORMATION // European Journal of Science and Theology. 2018. Т. 14. № 3. С. 117—127. URL: http://www.ejst.tuiasi.ro/Files/70/10_Sharonova%20et%20al.pdf
- Bírová J., Kružlík P., Sokolova N.L., Haroun Z., Králik R., Vasbieva D.G. MATHEMATICAL AND STATISTICAL BIBLIOMETRIC INDICATORS FOR SCHOLARS IN THE FIELD OF ROMANCE LANGUAGES AND LINGUISTICS // Eurasia Journal of Mathematics, Science and Technology Education. 2018. Т. 14. № 12. С. em1638. URL: https://www.ejmste.com/download/mathematical-and-statistical-bibliometric-indicators-for-scholars-in-the-field-of-romance-languages-5593.pdf
- Khonamri F., Ansari F., Pavlikova M., Sokolova N.L., Korzhuev A.V., Rudakova E.V. THE IMPACT OF COLLABORATIVE INSTRUCTION OF LANGUAGE LEARNING STRATEGIES ON LANGUAGE LEARNING BELIEFS AND LEARNER AUTONOMY // XLinguae. 2020. Т. 13. № 4. С. 216—234. URL: http://xlinguae.eu/files/XLinguae4_2020_16.pdf
- Zhdanov S.P., Akhmedova M.G., Sokolova N.L., Grishnova E.E., Efimushkina S.V., Smirnova L.M. EXPLORING PRESERVICE SCIENCE TEACHERS' ATTITUDES TOWARD ENVIRONMENTAL TECHNOLOGIES // Eurasia Journal of Mathematics, Science and Technology Education. 2023. Т. 19. № 1. С. em2219. URL: https://www.ejmste.com/download/exploring-preservice-science-teachers-attitudes-toward-environmental-technologies-12825.pdf
- Masalimova A.R., Krokhina Ju., Sokolova N.L., Melnik M.V., Kutepova O.S., Muharrem D. TRENDS IN ENVIRONMENTAL EDUCATION: A SYSTEMATIC REVIEW // Eurasia Journal of Mathematics, Science and Technology Education. 2023. Т. 19. № 2. С. em2228. URL: https://www.ejmste.com/download/trends-in-environmental-education-a-systematic-review-12952.pdf

Статьи по лингвистике и филологии
- Соколова Н. Л. О компонентах значения единиц речевого этикета // Филологические науки. 2003. № 5. С. 95—105.
- Соколова Н. Л. О системном характере речевого этикета // Филологические науки. 2005. № 1. С. 43—51.
- Соколова Н. Л. Уйти по-английски (речеэтикетные формулы прощания в английском языке) // Вестник Московского государственного лингвистического университета. 2007. № 537. С. 234—245.
- Соколова Н. Л. Тематическая группа «знакомство» в англоязычной культуре общения // Вестник Московского государственного лингвистического университета. 2007. № 532. С. 218—227.
- Соколова Н. Л. Коммуникативные стратегии в речеэтикетной практике (на материале приветствия в английском языке) // Вестник Московского государственного лингвистического университета. 2007. № 522. С. 186—205.
- Соколова Н. Л. С праздником! (поздравление и сопутствующие ему единицы речевого этикета в английском диалоге) // Вестник Московского государственного лингвистического университета. 2008. № 552. С. 213—223.
- Самохин И. С., Соколова Н. Л., Сергеева М. Г. Отдельные слабые стороны современного машинного перевода (на примере веб-службы «Google Translate») // Научный диалог. 2018. № 10. С. 148—157.
- Самохин И. С., Соколова Н. Л., Сергеева М. Г. «Нанокнига» как специфическая форма современной русскоязычной литературы // Научный диалог. 2018. № 10. С. 211—223.
- Самохин И. С., Соколова Н. Л., Сергеева М. Г., Никашина Н. В. «Пустая книга» как разновидность предельно малых текстов // Научный диалог. 2018. № 11. С. 139—148.
- Соколова Н. Л. Вербальный акт вежливости: корреляция с речевым этикетом (на материале английского языка) // Филологические науки. Вопросы теории и практики. 2021. Т. 14. № 8. С. 2523—2528.
- Самохин И. С., Соколова Н. Л., Глущенко А. О. Newspeak Дж. Оруэлла в современных переводах романа-антиутопии «1984» (подходы Р. В. Грищенкова и И. Н. Мизининой) // Филологические науки. Вопросы теории и практики. 2023. Т. 16. № 2. С. 567—571.

Статьи по инклюзивному образованию (Перечень ВАК, «ядро РИНЦ», Web of Science)
- Самохин И. С., Соколова Н. Л., Сергеева М. Г. К вопросу о границах инклюзивного образования // Научный диалог. 2016. № 4 (52). С. 384—394.
- Самохин И. С., Соколова Н. Л., Сергеева М. Г. Путь к общему инклюзивному образованию в современной России: от «Ковчега» до Закона // Научный диалог. 2016. № 7 (55). С. 280—299.
- Самохин И. С., Соколова Н. Л., Сергеева М. Г. Содержание основных понятий инклюзивного образования // Научный диалог. 2016. № 9 (57). С. 311—327.
- Самохин И. С., Соколова Н. Л., Сергеева М. Г. Отношение к детям с инвалидностью в контексте российского инклюзивного образования // Научный диалог. 2016. № 10 (58). С. 362—374.
- Самохин И. С., Соколова Н. Л., Сергеева М. Г. Формирование толерантности у учащихся начальной школы в условиях российского инклюзивного образования // Научный диалог. 2016. № 12 (60). С. 401—414.
- Самохин И. С., Соколова Н. Л., Сергеева М. Г., Романов Д. О. Развитие толерантности у учащихся основной школы в условиях российского инклюзивного образования // Научный диалог. 2017. № 1. С. 328—341.
- Самохин И. С., Соколова Н. Л., Сергеева М. Г. Развитие толерантности у учащихся старшей школы в условиях российского инклюзивного образования // Научный диалог. 2017. № 4. С. 257—272.
- Хитрюк В. В., Сергеева М. Г., Соколова Н. Л. Тренинг как оптимальная форма работы с родителями обучающихся начальной школы при формировании инклюзивного образовательного пространства // Научный диалог. 2017. № 6. С. 270—286.
- Самохин И. С., Соколова Н. Л., Сергеева М. Г. К вопросу о толерантности школьных учителей и студентов педагогических специальностей в контексте российского инклюзивного образования // Научный диалог. 2017. № 7. С. 207—223.
- Самохин И. С., Соколова Н. Л., Сергеева М. Г. Основные подходы к школьному инклюзивному образованию // Научный диалог. 2017. № 8. С. 398—412.
- Хитрюк В. В., Сергеева М. Г., Соколова Н. Л. Работа педагога с родителями в условиях инклюзивного образования // Научный диалог. 2017. № 8. С. 426—439.
- Самохин И. С., Сергеева М. Г., Соколова Н. Л., Мраченко Е. А. Содержание понятия «эффективность образования» в контексте инклюзивных тенденций современной школы // Научный диалог. 2018. № 1. С. 278—288.

Монографии
- Соколова Н. Л. Английский речевой этикет. М.: УДН, 1991. 92 с. ISBN 5-209-00526-7
- Соколова Н. Л. Структурно-семантические основы речевого этикета английского языка. М.: РУДН, 2021. 213 с. (2-е издание, исправленное) ISBN 978-5-209-10728-6
- Самохин И. С., Сергеева М. Г., Соколова Н. Л. Инклюзивное образование в России: теория, методология, перспективы. М.: ФЛИНТА, 2025. 240 с. ISBN 978-5-9765-5750-5

Учебники и пособия
- Беспалова Н. П., Котлярова К. Н., Лазарева Н. Г., Соколова Н. Л., Шойдеман Г. И. Английский язык. Грамматические трудности перевода / Учебное пособие. М.: Дрофа, 2006. 79 с. ISBN 5-358-00706-7
- Соколова Н. Л. Речевая деятельность общества (первый иностранный язык) (Speech Patterns in Society (the First Foreign Language)): учебно-методический комплекс. М.: РУДН, 2013. 135 с. ISBN 978-5-209-05078-0
- Соколова Н. Л., Зарембо Г. В. Иностранный язык. Начальный практический курс перевода: учебно-методический комплекс по дисциплине профильных классов: [для изучающих англ. яз.]. М.: РУДН, 2016. 262 с. ISBN 978-5-209-07525-7
- Соколова Н. Л. Совершенствуй иностранные языки. Английская грамматика в схемах и таблицах. С речеэтикетной направленностью / Учебник для изучающих английский язык. М: РУДН, 2020. 177 с. (2-е издание, исправленное) ISBN 978-5-209-10730-9
- Соколова Н. Л. Английская грамматика: альтернативный подход / Учебник для изучающих грамматику английского языка. М: РУДН, 2020. 219 с. (2-е издание, исправленное) ISBN 978-5-209-10729-3
- Соколова Н. Л. Английский речевой этикет: руководство по разговорной практике. М: РУДН, 2021. 167 c. ISBN 978-5-209-10731-6

## Награды и звания
- Медаль ордена «За заслуги перед Отечеством» II степени (23 ноября 2023 года) — за заслуги в научно-педагогической деятельности, подготовке квалифицированных специалистов и многолетнюю добросовестную работу[20]
- Звание Почётный работник высшего профессионального образования Российской Федерации